# 무의결권 주식
무의결권주식(non-voting share; stimmrechtlose Aktie) 혹은 의결권 없는 주식은 회사가 정관에 이익배당에 관한 우선주에 대하여 의결권이 없을 정한 주식을 말한다. (상법 제370조 제1항).

## 효용
회사의 경영에는 관심이 없고 이익배당에만 관심이 있는 투자주주로부터 자금을 조달하는 데 적합하고, 회사의 소유와 경영을 분리하데 도움을 준다.

## 같이 보기
- 주식
- 우선주
- 대한민국 상법 제370조